# Puszkarnoje (rejon sudżański)
Puszkarnoje (ros. Пушкарное) – wieś (ros. село, trb. sieło) w zachodniej Rosji, w sielsowiecie zamostjańskim rejonu sudżańskiego w obwodzie kurskim.

## Geografia
Miejscowość położona jest nad rzeką Konopielka (dopływ Psioła), 9,5 km od centrum administracyjnego sielsowietu zamostjańskiego (Zamostje), 11 km od centrum administracyjnego rejonu (Sudża), 79 km od Kurska.

## Demografia
W 2010 r. miejscowość zamieszkiwało 288 osób.